# 阿嘉島
阿嘉島（あかじま）は、慶良間諸島に属する島で、沖縄県島尻郡座間味村に属する。人口は264人、世帯数は163世帯（2019年4月1日現在）。
座間味村の有人島の中で2番目に大きな島で、座間味島の座間味港から南西約3kmに位置する。1998年6月に慶留間島との間に阿嘉大橋が完成し、慶留間島・外地島と一続きになっている。

## 歴史
島の東部の低地に貝塚があり、縄文時代から人が居住していたと見られる。琉球王朝時代の遺跡として佐久原城跡がある。
1945年3月26日、沖縄戦で最初に米国軍が上陸。当時の日本兵の指示により、早くに白旗をあげ降伏。そのため唯一集団自決なく終戦を迎えた島でもある。

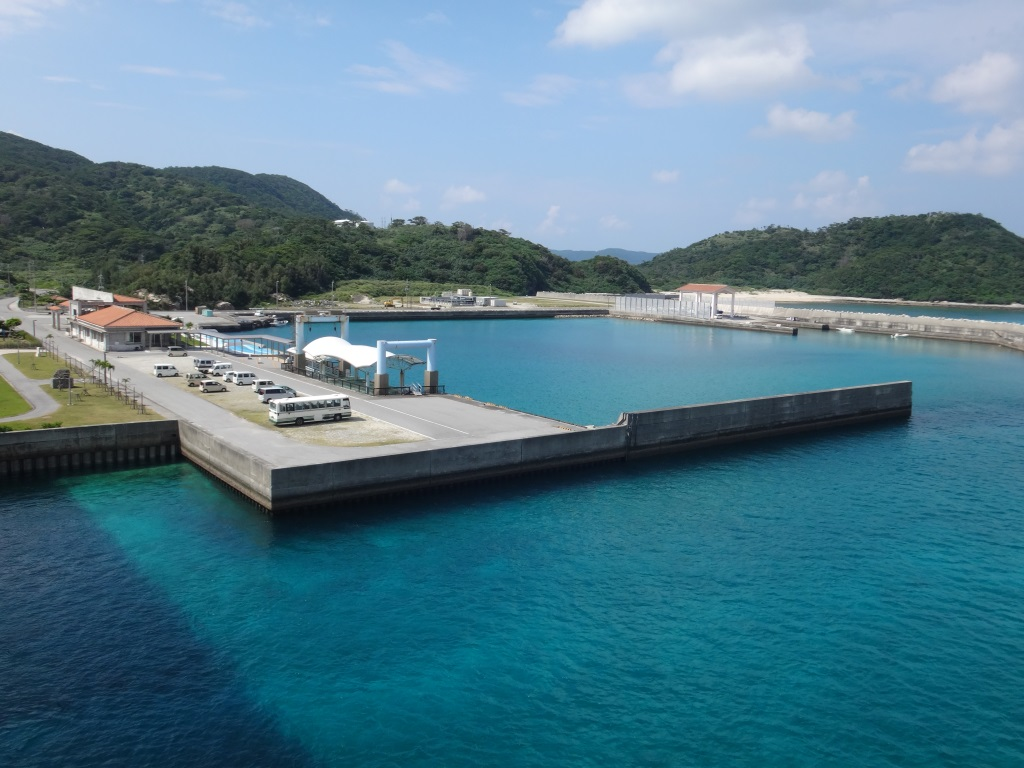
阿嘉港

## 交通

### 航路
以下すべて座間味村営。
- 那覇港（泊ふ頭） - 阿嘉港 - 座間味港[5]
  - 那覇市と阿嘉島・座間味島を結ぶ航路。フェリーの「フェリーざまみ3」と高速船「クイーンざまみ３」がある。どちらにも阿嘉島を経由しない便もある。那覇港 - 阿嘉港間の所要時間は高速船で50分、フェリーで90分。
- 阿嘉港 - 座間味港[6]
  - 阿嘉島と座間味島を結ぶ村内航路。「みつしま」が運航される。
- 座間味港 - 阿嘉港 - 阿波連港（渡嘉敷島）
  - 「ケラマ航路」と通称される。2013年4月より「みつしま」を使用し運航を開始した。1日2便が設定されているが、予約があるときのみ運航するオンデマンド方式である[7][8]。

### 島内交通
島内には路線バスやタクシーはない。

慶良間空港から車で10分。

## 主な観光名所
- 北浜（ニシバマ）ビーチ
  - 2016年にトリップアドバイザーが発表した「トラベラーズチョイス世界のベストビーチ2016」の日本国内のランキングで9位となった[9]。
- サクバル城跡
- サクバルの奇岩
- タキバル展望台
- アマグスク展望台
- クシバル展望台
- シロの像

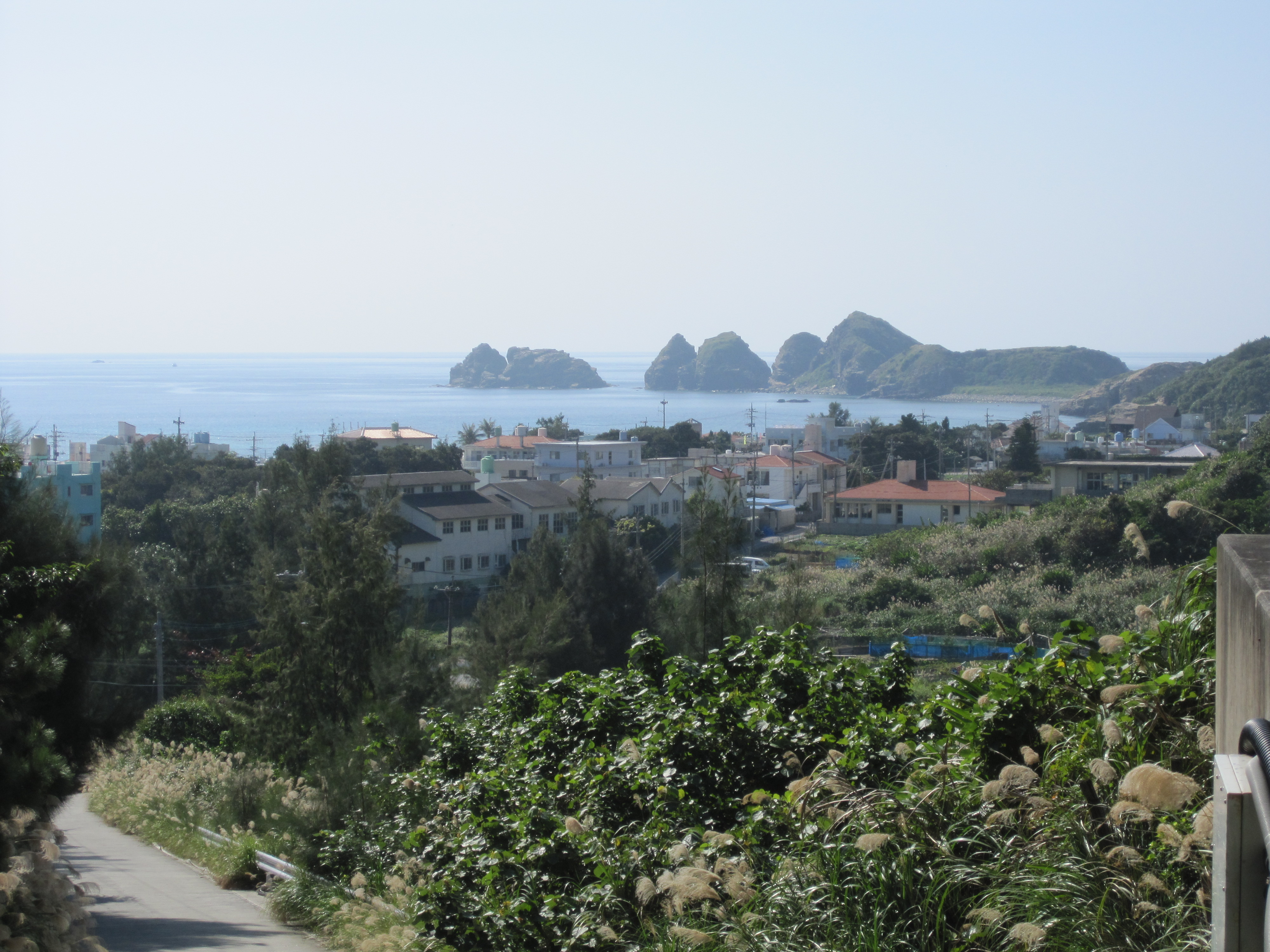
村
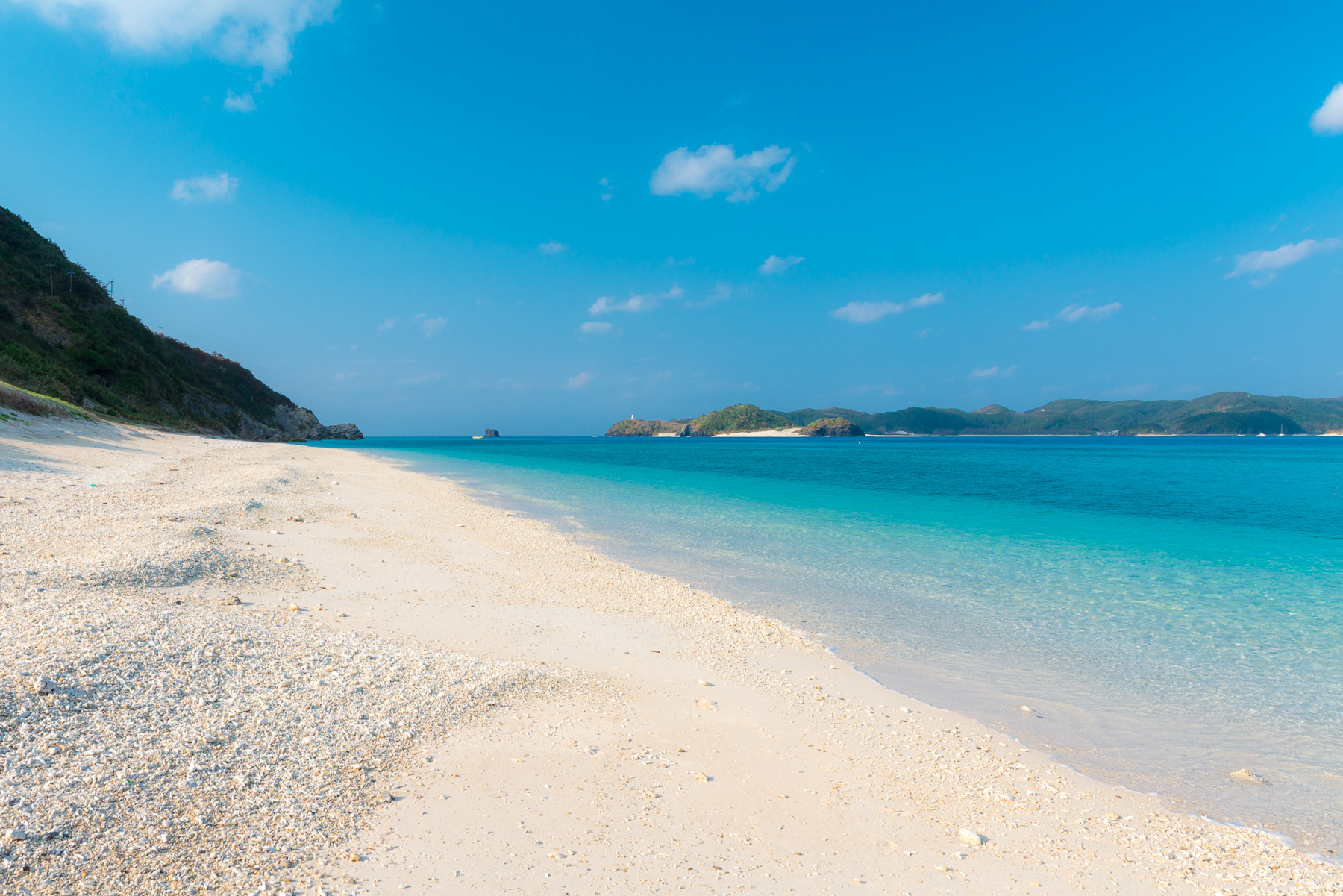
ニシバマビーチ
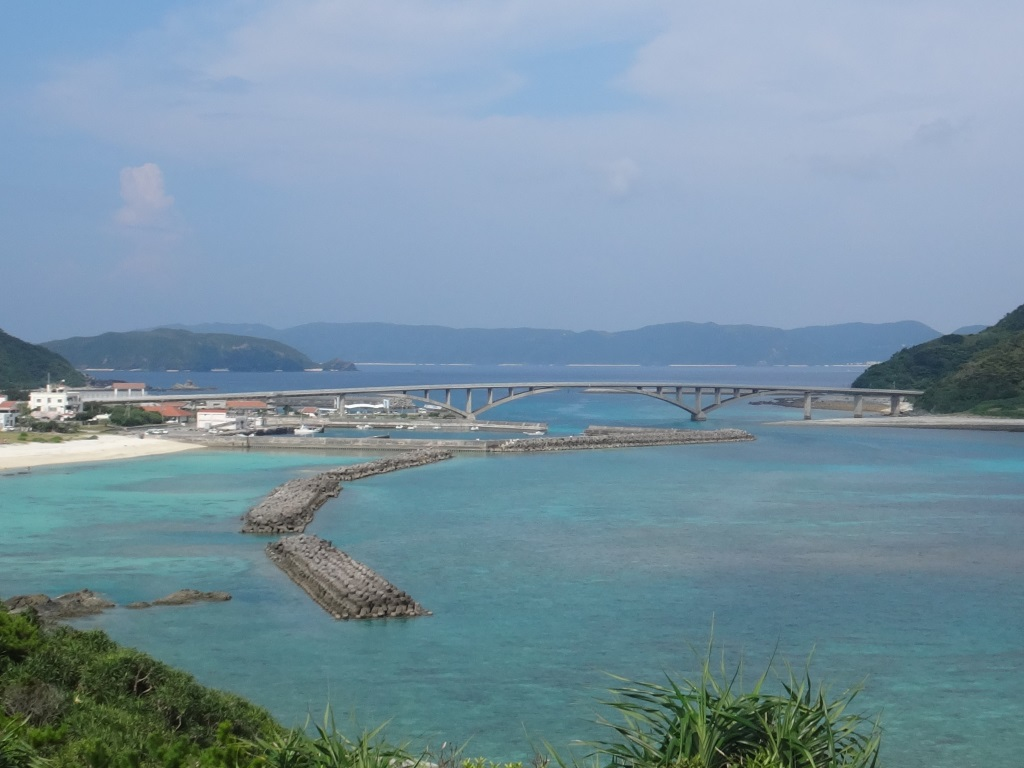
アマグスク展望台から見た阿嘉大橋

## 植物と動物

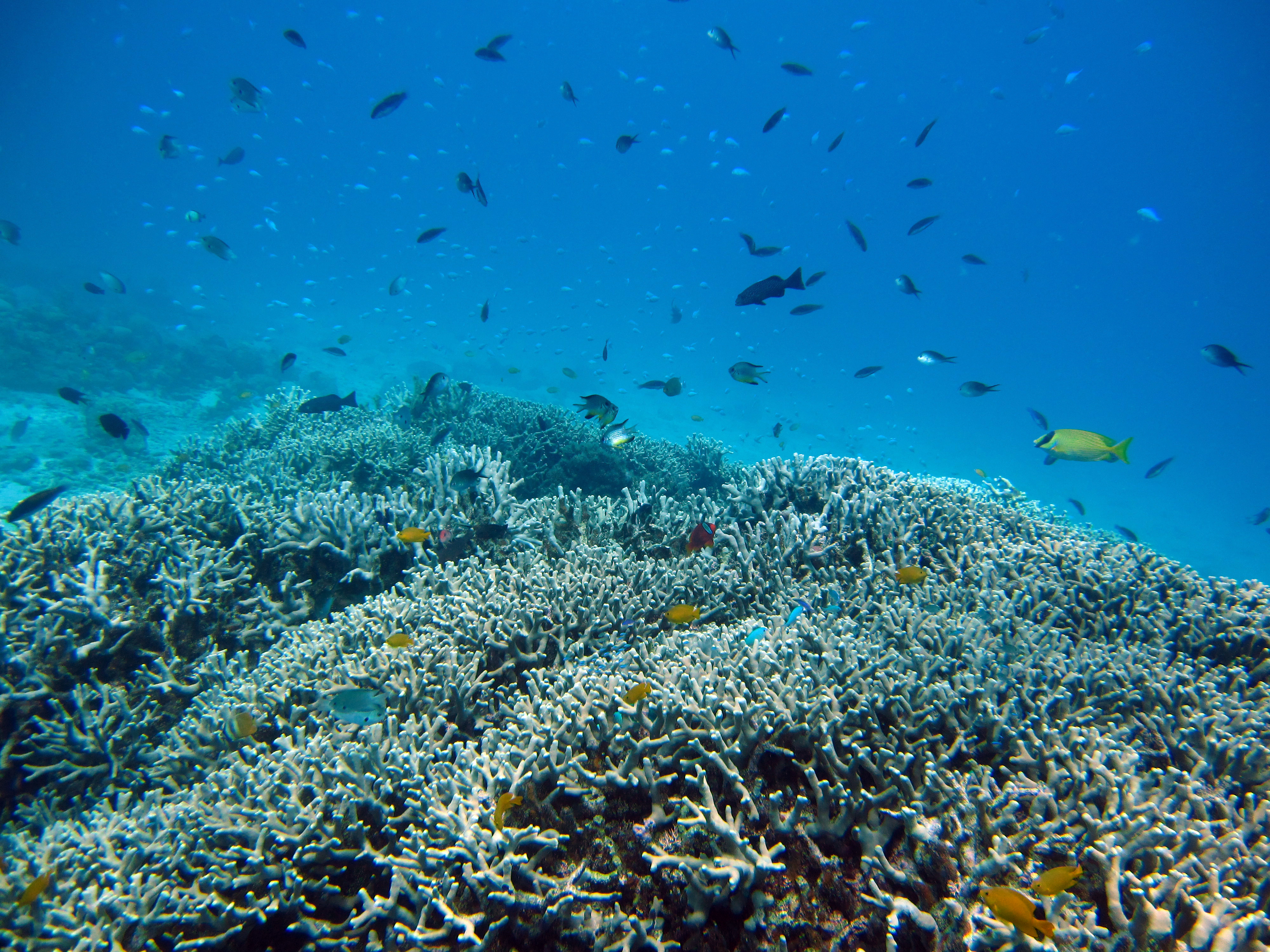
サンゴ礁
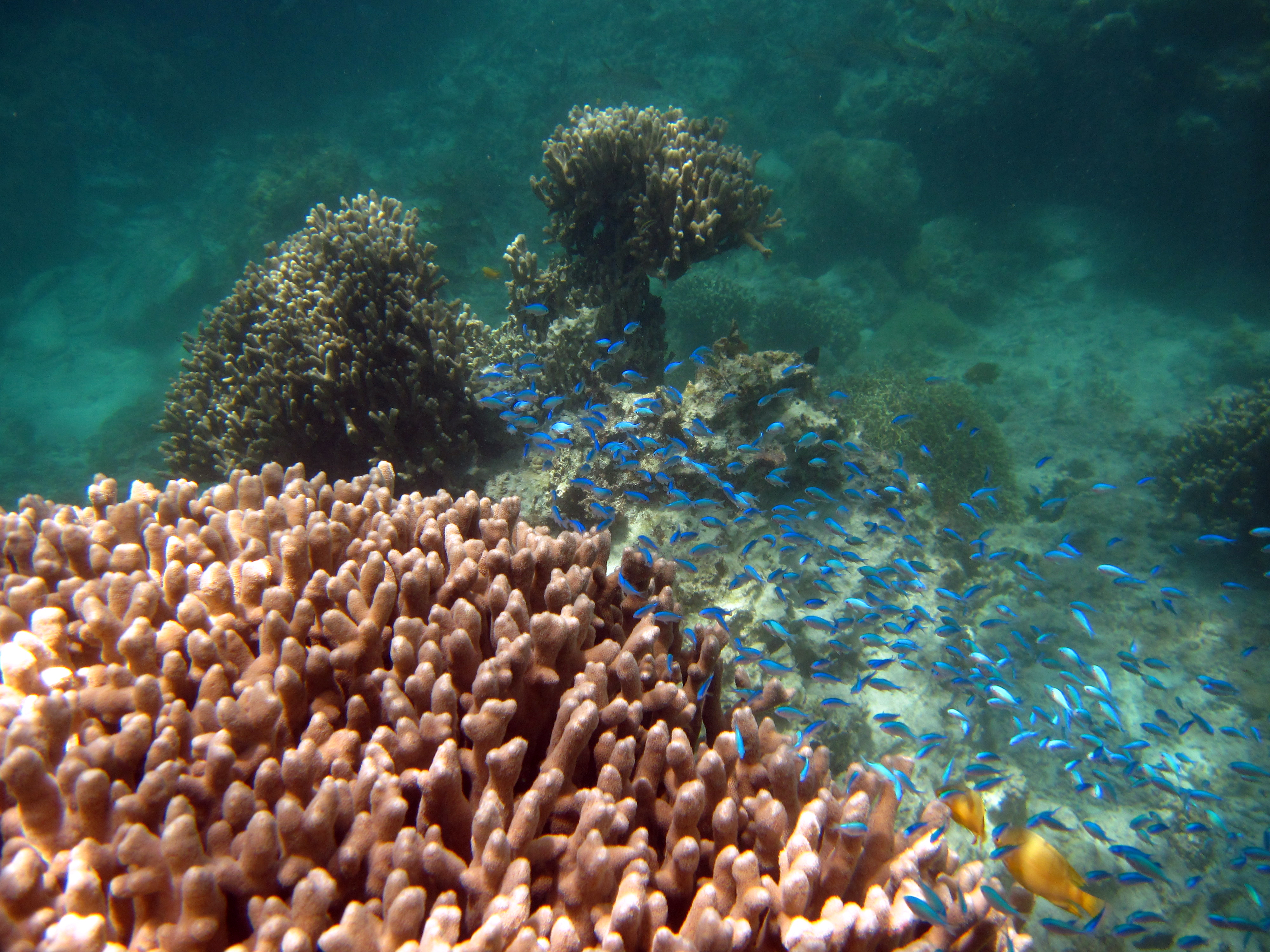
サンゴ礁
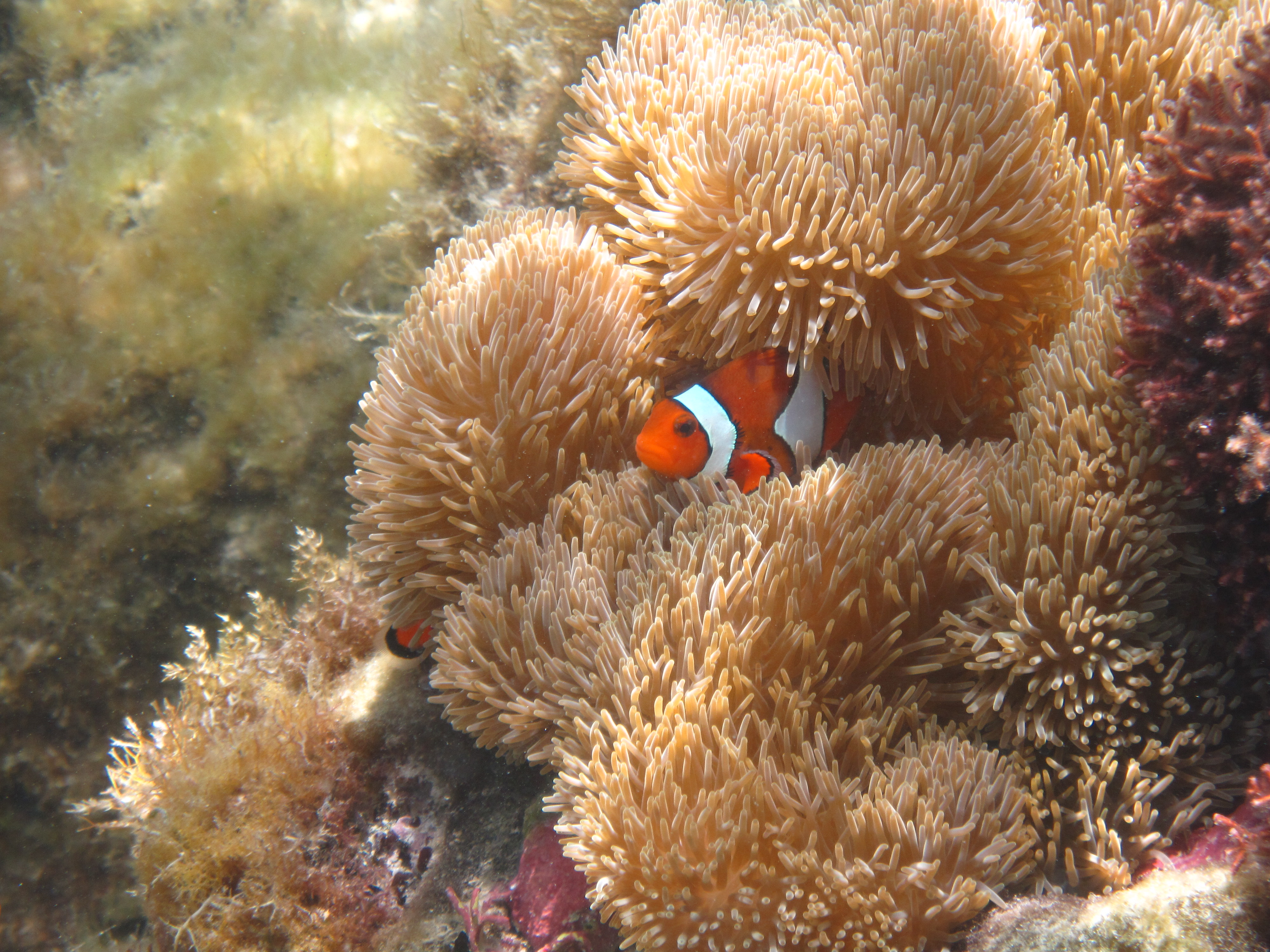
クマノミ
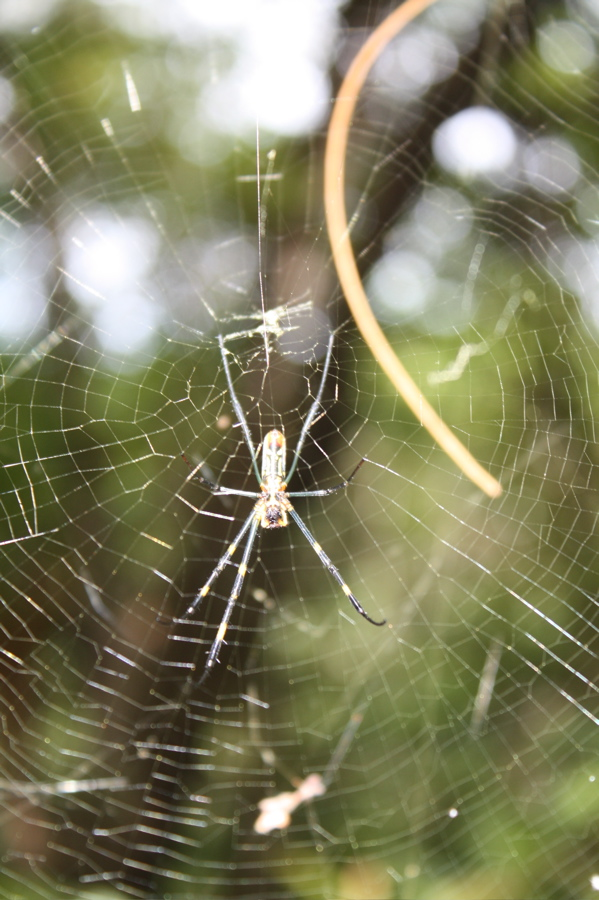
ゴールデンシルクオーブウィーバー

## 島が登場する作品
映画『マリリンに逢いたい』は、この島の民宿に飼われていた雄犬シロが、対岸の座間味島にいた雌犬マリリンに逢うために、潮流の速い海を泳いで渡った実話を基にしている。阿嘉島にはシロの像が設置されている。